# Konrad B. Knutsen
Konrad Birger Knutsen (21. september 1925 på Voss - 2. oktober 2012) var en norsk embedsmand.
Knutsen var uddannet jurist. Han var økonomichef i Stavanger kommune fra 1967 til 1973 og amtmand i Rogaland fra 1973 til 1981. Fra januar 1975 til november 1981 var Knutsen riksmeglingsmann. Efter det var han administrerende direktør i Rogalandsbanken fra 1981 til 1987, og siden jurist.
Han var stærkt engagereret i Stavangerregionen, bl.a for Statoil og Oljedirektoratet samt universitet i byen.
Han blev udnævnt til kommandør af St. Olavs orden i 1980 og i 1984 til kommandør af den franske Æreslegionen.